# Stenbittjärnen (Los socken, Hälsingland, vid Lossjön)
Stenbittjärnen är en sjö i Ljusdals kommun i Hälsingland och ingår i Ljusnans huvudavrinningsområde. Sjön är 9,6 meter djup, har en yta på 0,51 kvadratkilometer och befinner sig 319 meter över havet.